# Wota
Wota (ヲタ ota?), es el término que se le da al seguidor que está metido de lleno en la música Idol femenina japonesa (J-Pop), particularmente de Hello! Project y AKB48.
Su historia se origina en la década de los 70 cuando surge el concepto Idol y se empiezan a organizar los primeros club de fanes, cuya misión era realizar muestras de apoyo y simpatía a las idols por medio de gritos, brincos y aplausos en determinados instantes de las canciones, acto que más recientemente ha sido denominado como Wotagei y que popularizaran los fanes modernos del Hello! Project y AKB48.
A pesar de que su origen se remonta hacia esa época, no es sino hasta 2005 cuando en el popular foro japonés 2ch se empieza a utilizar de manera recurrente el término Wota (ヲタ) como una adaptación al término otaku (オタク), con el cual se identifican los fanes del anime y manga, pero eliminando el "ku" y utilizando el kana "ヲ" (wo) en lugar del tradicional "お" (o) para adquirir una identidad propia y diferenciarse de estos.
En épocas pasadas a los fanes de las idols que tenían el mismo nivel obsesivo que los otaku del anime se les solía llamar simplemente "idol otaku", sin embargo en los últimos años con la fuerza y crecimiento que este grupo está teniendo no solo en Japón sino en el mundo entero, el término wota se usa cada vez con mayor frecuencia para diferenciarse de los demás, lo que ha llevado a una aceptación dinámica cada vez mayor de esta nueva palabra.
Por tanto, debido a que gran parte del concepto Idol está ligado estrechamente al anime, existen todavía muchísimos puntos en común entre un wota y un otaku, por lo que ambos movimientos en el medio japonés, se agrupan generalmente en la misma categoría Otaku.